# El Durazno, Tamaulipas
El Durazno är en ort i Mexiko.   Den ligger i kommunen Xicoténcatl och delstaten Tamaulipas, i den centrala delen av landet, 400 km norr om huvudstaden Mexico City. El Durazno ligger 114 meter över havet och antalet invånare är 110.
Terrängen runt El Durazno är platt. Runt El Durazno är det ganska glesbefolkat, med 23 invånare per kvadratkilometer. Närmaste större samhälle är Gustavo A. Madero, 19,5 km sydost om El Durazno. Omgivningarna runt El Durazno är en mosaik av jordbruksmark och naturlig växtlighet.